# Pentacalia peruviana
Pentacalia peruviana là một loài thực vật có hoa trong họ Cúc. Loài này được (Pers.) Cuatrec. mô tả khoa học đầu tiên năm 1981.